# Шалим
Шали́м — остров в Ура-Губе, фьорде Баренцева моря. Административно входит в ЗАТО Видяево Мурманской области.

## Расположение
Расположен на севере Кольского полуострова на самом входе в Ура-Губу, разделяя её на два рукава. Расстояние от острова до западного берега губы — 1,3 километра, до восточного — 200 метров в самом узком месте.

## Описание
Самый крупный остров залива, имеет в длину 9,9 километра, в ширину — от 2,6 километра до 500 метров в районе северного перешейка. Самая северная точка острова — мыс Толстик. Скалистый, высотой до 208 метров в центральной части, берега преимущественно пологие, за исключением юго-западных и северо-западных обрывистых берегов. Растительностью покрыт лишь в районе перешейка, небольшого западного полуострова и вдоль северо-восточного побережья. По всей территории острова разбросаны небольшие, длиной от нескольких метров до 1,2 километра, озёра и вытекающие из них мелкие порожистые ручьи.

### Близлежащие малые острова
- Остров Еретик — крупнейший из прилегающих островов. Находится всего в 30 метрах от северо-западного берега Шалима. Имеет около 2,6 километра в длину и до 1,1 километра в ширину. Территория покрыта скалистыми сопками до 120 метров в высоту.

Кроме того, несколько небольших, до 200 метров в длину, островов у южного побережья и между островами Шалим и Еретик (Зелёный и пр.).

## История
Остров долгое время, около 160 лет, был обитаем. В 1830 году на месте саамского поселения возникло становище Еретики, переименованное в 1885 году в Порт-Владимир, просуществовавший здесь до 1994 года. До сих пор на острове остаются полуразрушенные строения посёлка и кладбища кораблей в районе бывших причалов. Время от времени остров посещают его бывшие жители и просто желающие посетить расположенное на острове кладбище и братскую могилу времён Второй мировой войны.
В 2007 году появилась информация о возможной сдаче участков острова в аренду под строительство рыбоводных ферм и предприятий по переработке морепродуктов. Так что вполне возможно, что необитаемый период Шалима скоро закончится.